# Jouko Launonen
Jouko Ilmari Launonen (ur. 3 czerwca 1939 w Jyväskylä) – fiński łyżwiarz szybki, srebrny medalista mistrzostw świata.

## Kariera
Największy sukces w karierze Jouko Launonen osiągnął w 1965 roku, kiedy zdobył srebrny medal podczas mistrzostw świata w wieloboju w Oslo. W zawodach tych rozdzielił na podium Norwega Pera Ivara Moe i Arda Schenka z Holandii. Launonen dokonał tego, mimo iż w żadnym z biegów nie znalazł się w pierwszej trójce. Zajmował tam siódme miejsce na 500 m, szóste na 5000 m, czwarte na 1500 m i dziewiąte na 10 000 m. Był to jedyny medal wywalczony przez niego na międzynarodowej imprezie tej rangi. Był też między innymi ósmy na mistrzostwach świata w Oslo w 1967 roku i dziewiąty podczas rozgrywanych rok wcześniej wielobojowych mistrzostw Europy w Deventer.
W 1964 roku wziął udział w igrzyskach olimpijskich w Innsbrucku, gdzie jego najlepszym wynikiem było czwarte miejsce w biegu na 1500 m. Walkę o brązowy medal przegrał tam z Norwegiem, Villym Haugenem. Na tych samych igrzyskach był też między innymi czternasty na 10 000 m oraz osiemnasty na dwukrotnie krótszym dystansie. Na rozgrywanych cztery lata później igrzyskach w Grenoble zajął dwunaste miejsce w biegu na 10 000 m. Ponadto zajął czternaste miejsce na 1500 m, piętnaste na 5000 m, a w biegu na 500 m zajął 33. pozycję.